# Apodia
Apodia é um gênero de traça pertencente à família Agonoxenidae.